# Alazani
Az Alazani (grúzul: ალაზანი, azeriül Qanıx) folyó a Kaukázusban, amely Georgián és Azerbajdzsánon fut keresztül. 
Hossza 351 kilométer, vízgyűjtőjének területe mintegy 10 800 négyzetkilométer.
A Nagy-Kaukázusban ered, két kisebb folyó összefolyásával. Akhmeta régiójából dél felé fordul, majd a kahetii termékeny Alazani-völgyön keresztül délkeleti irányban. A völgy a grúz bortermelés központja. Évszázadokon keresztül ezen a vidéken át törtek előre a perzsa hódítók.
A folyó egy része határt képez Georgia és Azerbajdzsán között. A Kura fő mellékfolyója Grúziában. A Mingəçevir viztárolónál ömlik a Kurába.
Télen kiszárad, tavasz végén azonban a hegyekben felolvadó hó vize hatalmassá dagasztja, rendszeresen árvizeket okozva. Vizét öntözésre és ivóvíznyerésre használják. Az 1990-es években kínai befektetők több kis vízierőművet építettek az Alazanin. Gyors folyású szakaszai népszerűek a rafting sport kedvelői között.